# 上宇野令村
上宇野令村（かみうのれいそん）は、山口県吉敷郡にあった村。現在の山口市の中心部にあたる。

## 地理
- 山岳：障子岳、亀山、兄弟山、古城ヶ岳、東鳳翩山、鼓ヶ岳
- 河川：椹野川

## 歴史
- 1889年（明治22年）4月1日 - 町村制の施行により、上宇野令村の区域をもって、上宇野令村が発足する。
- 1905年（明治38年）4月1日 - 山口町及び上宇野令村が合併して、改めて山口町が発足する。

## 交通

### 鉄道路線
現在は旧村域に山口線の山口駅が所在するが、当時は未開業。

## 現在の町名
緑町（1965年起立）、駅通り一 - 二丁目、黄金町、鰐石町、本町一 - 二丁目、中央一 - 五丁目、糸米一 - 二丁目、白石一 - 三丁目、亀山町、春日町、滝町、惣太夫町（以上1968年起立）、三の宮一 - 二丁目、金古曽町、道祖町、円政寺町、堂の前町、東山一 - 二丁目、大手町、水の上町、香山町、木町、古熊一 - 三丁目（以上1970年起立） ほか